# 대한민국의 버스 교통
대한민국의 버스는 대한민국에서 운행하는 모든 버스를 일컫는다.  잘 발달된 도로망을 이용해, 대부분의 지역이 버스 운송망으로 촘촘하게 연결되어 있다. 최초의 시내 버스는 일제강점기에 대구에서 시작되었다. 2006년 현재 각급 버스의 인킬로는 48003105384.3725명킬로미터이다. 대한민국에서 가장 큰 버스 기업체는 경기고속으로, 577개의 일반 시내버스, 15개의 광역버스, 340개의 시외버스, 56개의 고속버스 노선을 운영하고 있다.

## 역사
대한민국에서 최초로 들어온 버스는 1911년 일본인 에가와가 포드 자동차 회사 8인승짜리 무게차 1대를 들어온 것이 시초였다.
8인승이면 이때 당시 많은 인원을 수송하는데 적합한 체형으로 볼 수 있어 마산시와 삼천포를 사이에 두고 운행하였는데, 평균 10여명이 탑승한 것으로 보고되었다.
그러나 저녁에는 가스등을 켜 놓고, 천막으로 지붕을 만들었던 것이 최초의 기록으로 나와 있다.

## 현황
대한민국의 노선버스는 크게 고속버스, 시외버스, 시내버스 등 3가지 종류로 구분된다.

### 고속버스, 시외버스
고속버스는 장거리로 대도시와 지방도시, 소도시를 연결하는 노선인데 주로 직통으로 운행하는 경우가 대부분이고, 시외버스는 중간 지역을 정차해서 운행하는 경우이거나 고속버스처럼 논스톱으로 운행하는 경우도 있다.

### 시내버스
시내버스는 말 그대로 시내를 운행하는 버스이지만 유형은 마을버스, 광역버스, 순환버스, 간선버스, 지선버스 등의 종류로 일컬으며, 또한 군내나 농어촌 지역을 운행하는 군내버스, 농어촌버스도 있다. 전국적으로 버스의 하루 평균 이용객 수는 1462만명이다.
한국의 시내버스 체계는 전국을 모두 포함하도록 잘 발달되어 있어 시내버스만 타고 부산에서 서울까지 17시간 46분만에 도착한 기록이 있다. 이때 버스를 갈아탄 횟수는 21번이었다.
이때 여행 중에 15개의 시군을 거쳤으며, 총 소용된 버스 비용은 34680원이었다.

### 공항버스
공항버스는 말 그대로 공항을 중심으로 해서 각 목적지까지 바로 연결하는 버스이다. 대표적인 예로 인천 청룡교통의 8100번 리무진 버스가 그 예로 들을 수 있다.
또한 서울을 예로 들어 볼때 대한항공이 운영하는 KAL 리무진이나 공항리무진이 운영하는 6000번대 버스를 통칭으로 일컫는다. (예전에는 600번대 버스가 전부 공항버스였는데 2004년 서울 시내버스 노선개편에 맞추어 운행하다가 최근에 변경되는 것도 그의 사례)
수도권(서울은 여기서 설명하였으므로 기술하지 않는다.)을 예로 들어 볼 때에는, 경기고속, 대원고속 공항사업부의 버스를 통칭으로 일컫는다. (예전에는 다른 회사들이 시내버스나 공항버스 등을 운행하며 김포국제공항과 연결하였는데, 경기고속, 대원고속이 공항버스를 인가받으면서 점차 시장을 독점, 인천국제공항 개장 이후 현재에는 전체의 85~95%가 모두 경기고속, 대원고속 공항사업부의 버스인 것이 대표적인 예)
그리고 지방 주요도시와 각 공항을 연결하는 리무진버스도 있다.  (그 예로 수원이나 성남, 청주, 대전, 전주, 대구, 창원 등)
또한, 인천광역시의 공항좌석버스는 기능상으로는 공항버스이나, 공식적으로는 시내버스로 개설되었고 광역버스와 같은 요금을 받으므로 광역버스로 분류할 수 있다.

### 관광버스
대한민국에 처음 들여온 관광버스는 1931년 경성유람합승자동차회사가 한일합자로 설립되어 16인승짜리 버스 4대로 지금의 소공동 조선호텔 건너편에 본사를 두고 시내 영업을 하는 것이 시초였으며, 운행 초기 당시 요금은 성인 2원 20전, 어린이 1원 50전, 10인 이상 단체 손님 10% 할인운임을 받은 것이 최초의 기록이다.

## 요금 체계 방식
대한민국의 버스 요금 체계는 현금과 교통카드를 위주로 적용받으며, 추가요금은 일부 지역에서만 시행하고 있지만 환승할인 요금체계가 어느 정도 확립되어 있다.

## 차종
대한민국의 버스는 대부분 차량의 우측 통행 원칙에 따라 우측 방면으로 설계되어 있기 때문에 우측으로 설치되는 구조로 적용되고 있다.

### 주요 메이커
- 현대자동차
- 자일대우버스
- 기아
- 쌍용자동차

### 현대자동차
- 에어로시티
- 그린시티
- 에어로타운
- 카운티
- 스타렉스
- 에어로 스페이스
- 에어로 퀸
- 유니버스
- 유니시티
- 블루시티
- 일렉시티

### 자일대우버스
- 자일대우 FX
- 대우 BH
- 자일대우 BS
- 자일대우 BC
- 대우 BM
- 레스타

### 기아자동차(아시아자동차)
- 기아 그랜버드
- 코스모스
- 콤비
- AM928
- 기아 봉고

### 쌍용자동차
- 쌍용 이스타나
- 트랜스타
- HA20/HA30/HA35/HA50/HA55/HA60
- DA33/DA66
- SB33,SB66

### 퇴역 차종
- 현대자동차 : HD160/170, FB485, RB520, RB585, RB600, 에어로시티 520, 에어로 600, FB500
- 대우자동차 : BL064, BD098, BD101, BF101, BV101, BV101S, BR101, BU110, BU120, BU100, BV113, BH113, BH115, BH115H, BH120, BH120H, BS105, BF105
- 아시아자동차 : AB185F, AB236R, B909L, AM907, AM907L, AM808, AM909, AM908, AC076, 토픽, AM937, AM927, AM939, AM929
- 쌍용자동차 : 전 차종

## 해외 수출
세계 등지로 몽골, 미얀마 등의 대한민국산 버스가 수출되고 있다.

## 같이 보기
- 버스
- 시외버스
- 대한민국의 버스 회사 목록